# Wahlkreis Bitburg-Prüm
Der Wahlkreis Bitburg-Prüm (Wahlkreis 21) ist ein Landtagswahlkreis in Rheinland-Pfalz. Sein Gebiet entspricht dem Eifelkreis Bitburg-Prüm (bis 2006: Landkreis Bitburg-Prüm).

## Wahl 2021
Für die Landtagswahl 2021 traten folgende Kandidaten an:
| Direktkandidaten | Partei           | Wahlkreis- stimmen in % | Landes- stimmen in % |
| ---------------- | ---------------- | ----------------------- | -------------------- |
| Nico Steinbach   | SPD              | 33,8                    | 31,8                 |
| Michael Ludwig   | CDU              | 29,1                    | 25,6                 |
| Boris Schnee     | AfD              | 04,7                    | 05,3                 |
| Jürgen Krämer    | FDP              | 04,2                    | 04,4                 |
| Lydia Enders     | Grüne            | 05,1                    | 06,1                 |
| Marco Thielen    | Die Linke        | 02,1                    | 01,7                 |
| Jakob Streit     | Freie Wähler     | 18,7                    | 21,3                 |
| –                | Piraten          | –                       | 00,3                 |
| Günter Newen     | ÖDP              | 01,0                    | 00,8                 |
| –                | Klimaliste       | –                       | 00,2                 |
| Ralph Schimpf    | Die PARTEI       | 01,2                    | 00,9                 |
| –                | Tierschutzpartei | –                       | 01,3                 |
| –                | Volt             | –                       | 00,5                 |

## Wahl 2016
Die Ergebnisse der Wahl zum 17. Landtag Rheinland-Pfalz vom 13. März 2016:
| Direktkandidaten                     | Partei       | Wahlkreisstimmen | Landesstimmen |
| ------------------------------------ | ------------ | ---------------- | ------------- |
| Nico Steinbach                       | SPD          | 37,9 %           | 36,1 %        |
| Michael Billen                       | CDU          | 34,6 %           | 36,8 %        |
| Ulrike Höfken-Deipenbrock            | GRÜNE        | 6,9 %            | 5,1 %         |
| Jürgen Krämer                        | FDP          | 6,3 %            | 6,2 %         |
| Marco Burbach                        | DIE LINKE    | 2,5 %            | 2,1 %         |
| Henning Wunderlich                   | Freie Wähler | 4,2 %            | 2,8 %         |
| Otto Freiherr Hiller von Gaertringen | AfD          | 7,5 %            | 9,0 %         |
| –                                    | Sonstige     | –                | 1,9 %         |
| Wahlberechtigte: 72.631 Einwohner    |              |                  |               |
| Wahlbeteiligung: 70,1 %              |              |                  |               |

## Wahl 2011
Die Ergebnisse der Wahl zum 16. Landtag Rheinland-Pfalz vom 27. März 2011:
| Direktkandidaten                  | Partei       | Wahlkreisstimmen | Landesstimmen |
| --------------------------------- | ------------ | ---------------- | ------------- |
| Monika Fink                       | SPD          | 31,3 %           | 29,4 %        |
| Michael Billen                    | CDU          | 33,2 %           | 36,2 %        |
| Günter Eichertz                   | FDP          | 5,7 %            | 4,1 %         |
| Wolfgang Fandel                   | GRÜNE        | 13,4 %           | 13,0 %        |
| Wolfgang Ferner                   | DIE LINKE    | 3,3 %            | 2,6 %         |
| Rudolf Rinnen                     | Freie Wähler | 13,2 %           | 12,3 %        |
| –                                 | Piraten      | –                | 1,1 %         |
| –                                 | Sonstige     | –                | 1,4 %         |
| Wahlberechtigte: 73.611 Einwohner |              |                  |               |
| Wahlbeteiligung: 62,2 %           |              |                  |               |

- Direkt gewählt wurde Michael Billen (CDU).[5]
- Monika Fink (SPD) wurde über die Landesliste (Listenplatz 28) in den Landtag gewählt.[7]

## Wahl 2006
Die Ergebnisse der Wahl zum 15. Landtag Rheinland-Pfalz vom 26. März 2006:
| Direktkandidaten                  | Partei   | Wahlkreisstimmen | Landesstimmen |
| --------------------------------- | -------- | ---------------- | ------------- |
| Monika Fink                       | SPD      | 38,5 %           | 44,0 %        |
| Michael Billen                    | CDU      | 44,1 %           | 37,7 %        |
| Hermann Marx                      | FDP      | 10,3 %           | 9,3 %         |
| Georg Högner                      | GRÜNE    | 5,1 %            | 3,3 %         |
| –                                 | REP      | –                | 0,6 %         |
| Andrea Emonts                     | WASG     | 2,1 %            | 1,8 %         |
| –                                 | Sonstige | –                | 3,5 %         |
| Wahlberechtigte: 74.591 Einwohner |          |                  |               |
| Wahlbeteiligung: 59,2 %           |          |                  |               |

- Direkt gewählt wurde Michael Billen (CDU).[8]
- Monika Fink (SPD) wurde über die Landesliste (Listenplatz 35) in den Landtag gewählt.[9]

## Wahlkreissieger
| Wahl | Name           | Partei | Stimmenanteil |
| ---- | -------------- | ------ | ------------- |
| 1991 | Hans Tölkes    | CDU    | 45,8 %        |
| 1996 | Michael Billen | CDU    | 50,8 %        |
| 2001 | Michael Billen | CDU    | 51,1 %        |
| 2006 | Michael Billen | CDU    | 44,1 %        |
| 2011 | Michael Billen | CDU    | 33,2 %        |
| 2016 | Nico Steinbach | SPD    | 37,9 %        |
| 2021 | Nico Steinbach | SPD    | 33,8 %        |